# Sala (Huesca)
Sala (l'Obago en aragonés ribagorzano) es una localidad española del municipio de Valle de Lierp, comarca de la Ribagorza, Huesca, Aragón.

## Toponimia
El topónimo es de origen germánico.

## Lugares de interés
- Iglesia de San Vicente.[3]

## Fiestas

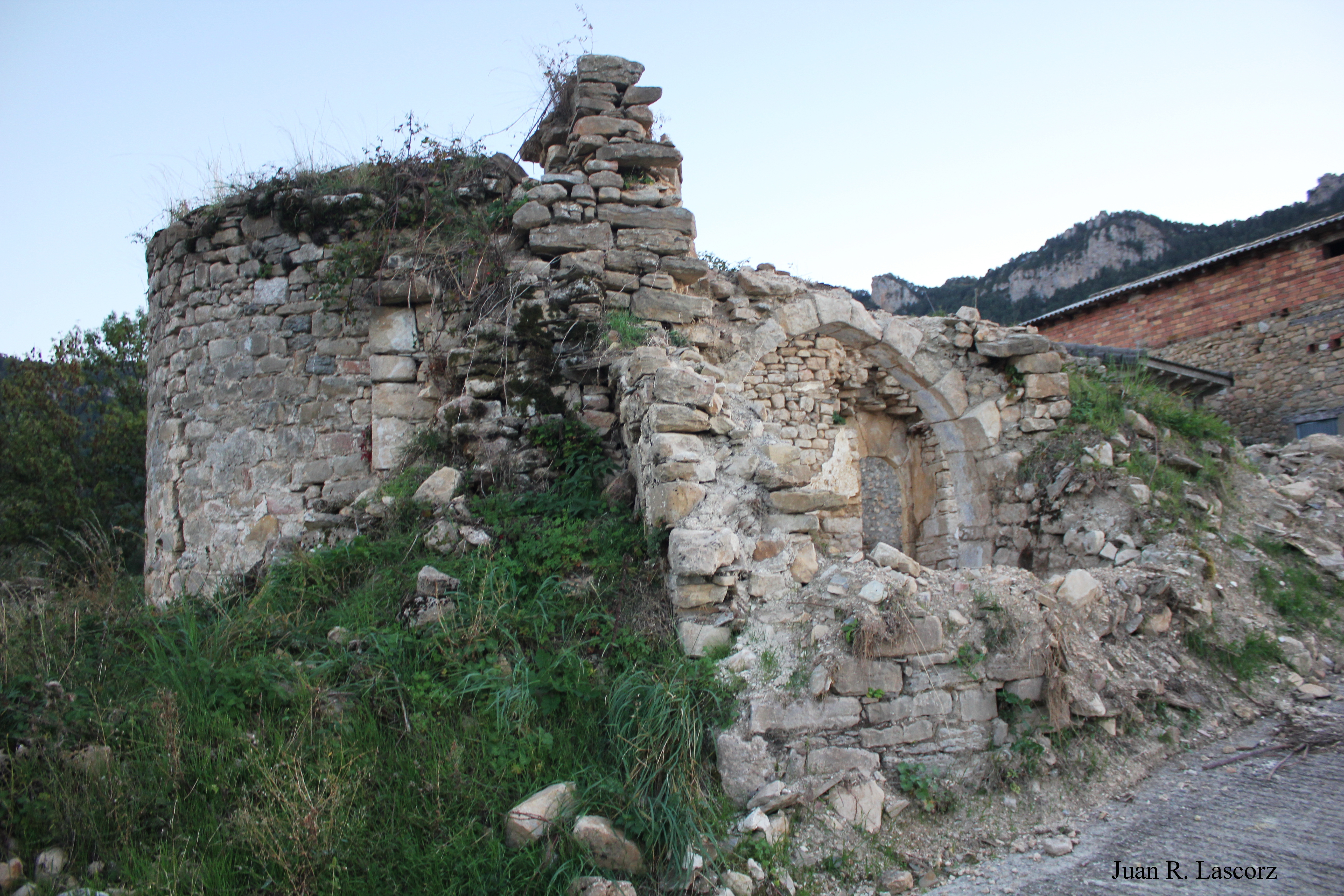
Iglesia de San Vicente.

- Iglesia de San Vicente.2 de julio, romería en honor a la Virgen del Pueyo.